# Чудовський район
Чудовський район (рос. Чудовский район) — муніципальне утворення у складі Новгородської області Росії. Адміністративний центр — місто Чудово.

## Географія
Площа території — 2331,8 км². Район розташований на півночі Новгородської області.
На півночі і північному заході район межує з Кіриським та Тосненським районами Ленінградської області, на півдні — з Новгородським, а на південному сході — з Маловішерським районами Новгородської області.
Основні річки — Волхов (75 км) та її притоки.
Район бідний на корисні копалини. Поряд з глинами і піщано-гравійних матеріалами виявлені родовища горючих сланців (кукерсити), вапняків, мергелів, торфу. Є запаси мінеральних вод, придатних для лікування хронічних захворювань шлунково-кишкового тракту, печінки, жовчовивідних шляхів.

### Охорона природи
На території Чудовського району створено державний природний заказник «Болото Бор» комплексного профілю (гідрологічний, зоологічний), загальною площею 3,6 тис. га. Під охороною перебуває екосистема верхового болота. Заказник на обліку міжнародного проєкту «Телма».
На території Чудовського району на площі 3,6 тис. га створено природний комплексний, гідрологічний, зоологічний заказник Болото Бор заради збереження екосистеми і ландшафтів верхового болота. Перебуває на обліку міжнародного проєкту «Телма». У 2000-х роках на території колишнього мисливського заказника, з метою збереження і відтворення чисельності окремих видів диких тварин та середовища їх проживання, на площі 11,3 тис. га було створено Чудовський державний біологічний природний заказник під контролем Комітету мисливського і рибного господарства Новгородської області. 2008 року Новгородською обласною думою з нього було знято охоронний статус.
На території Чудовського району створено 2 пам'ятки природи загальною площею 1062 га, 1 комплексного (ландшафтного) профілю і 1 біологічного (ботанічна).
| № | Назва          | Тип                    | Площа (га) | Розташування                                            | Створення                       | Дата                | Особливості | Фото |
| - | -------------- | ---------------------- | ---------- | ------------------------------------------------------- | ------------------------------- | ------------------- | --- | ---- |
| 1 | Дубрави        | біологічна, ботанічна  | 1047,7     | Грузинське, Трегубовське й Успенське сільські поселення | Постанова Уряду НО № 389        | 17 серпня 2020 року | Широколисті породи дерев (дуб звичайний, в'яз); типові для широколистяних лісів чагарники і трави. Рідкісні та види рослин, ґрунти дібров. |      |
| 2 | Урочище «Кава» | комплексна, ландшафтна | 14,0       | Грузинське сільське поселення                           | Рішення виконкому облради № 399 | 11 грудня 1987 року | Під охороною рослинний дерв'янисто-чагарниковий і ґрунтовий покрив.                                                                        |      |

## Муніципально-територіальний устрій
У складі муніципального району 1 міське і 3 сільських поселення, які об'єднують 84 населені пункти, що перебувають на обліку (разом із залишеними).
| Муніципальне утворення          | Адмінцентр             | Кількість населених пунктів | Населення (осіб, 2017 рік) | Площа (км²) | Карта                                      |
| ------------------------------- | ---------------------- | --------------------------- | -------------------------- | ----------- | ------------------------------------------ |
| місто Чудово                    | місто Чудово           | 1                           | 13 764▼                    | 14,74       | Чудово Краснофарфорний Трегубово Успенське |
| Грузинське сільське поселення   | селище Краснофарфорний | 35                          | 2730▼                      | 1017,55     | Чудово Краснофарфорний Трегубово Успенське |
| Трегубовське сільське поселення | село Трегубово         | 20                          | 1337▼                      | 696,41      | Чудово Краснофарфорний Трегубово Успенське |
| Успенське сільське поселення    | село Успенське         | 28                          | 2104▼                      | 603,10      | Чудово Краснофарфорний Трегубово Успенське |

## Економіка

### Гірництво
На території району ведеться відкрита розробка корисних копалин підприємствами: ТОВ «Торфяная компания», «Волховресурс», «Ресурс+», «Гефест Консалтинг Груп», «ЕвроПит». Розробка ведеться відкритим способом на таких родовищах і в кар'єрах:
- Пісок будівельний: Арефіно-1 і Арефіно-3 (поблизу села Арефіно), Маслово-1 (поблизу села Масльона).
- Торф: Отхожий Лєс (на захід від села Торфяне).[9].

### Промисловість
Головні системоутворюючі підприємства Чудовського району:
- ТОВ «ЮПМ-Кюммене Чудово» — обробка деревини, виготовлення дерев'яних виробів;
- ТОВ «Урса Евразия» (філіал) — виготовлення теплоізолюючих матеріалів зі скловати;
- ТОВ «Эс. Си. Джонсон» — виготовлення побутової хімії;
- ВАТ «Энергомаш» — виготовлення енергетичного обладнання та машин;
- Чудовський завод залізобетонних шпал (філія АТ «БЕТЭЛТРАНС»);
- ТОВ «Пластферпак» — виготовлення пластикового пакування для харчової галузі у селі Селищі.